# Xanthopsorella
Xanthopsorella is een monotypisch geslacht van korstmossen behorend tot de familie Byssolomataceae. De typesoort is Xanthopsorella texana, hetgeen ook de enige soort is.